# داني جوليان بوغز
داني جوليان بوغز (بالإنجليزية: Danny Julian Boggs)‏ هو قاضي ومحامي أمريكي، ولد في 23 أكتوبر 1944 في هافانا في كوبا.

## وصلات خارجية
- داني جوليان بوغز على موقع إن إن دي بي (الإنجليزية)